# دهستان خورسند
دهستان خورسند نام دهستانی در بخش مرکزی شهرستان شهربابک، استان کرمان در ایران است. براساس سرشماری مرکز آمار ایران در سال ۱۳۸۵، جمعیت آن ۱۳۰۵۷ نفر (۲۸۸۷ خانوار) بوده‌است.